# 聖マルコ聖堂 (ベオグラード)

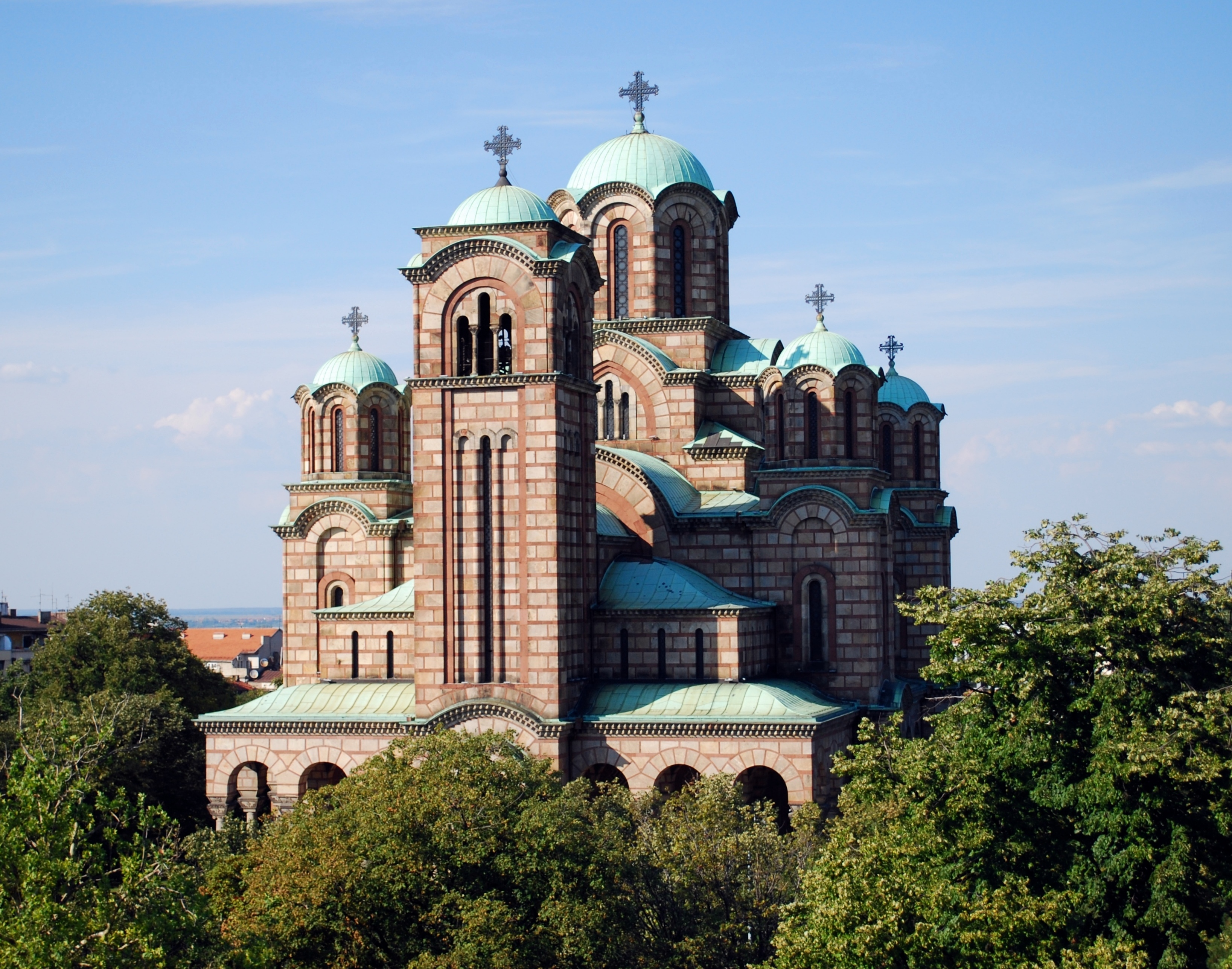
ベオグラードの聖マルコ聖堂

本項では、セルビアの首都ベオグラードにあるセルビア正教会の聖堂である聖マルコ聖堂（セルビア語: Црква Светог Марка / Crkva Svetog Marka）を扱う。
ベオグラードのセルビア議会議事堂の傍にあるタシュマイダン公園に位置する。隣には小さなロシア正教会の聖堂がある。
座標: 北緯44度48分36秒 東経20度28分07秒 / 北緯44.8101度 東経20.4685度

## 歴史
聖マルコ聖堂は1931年から1936年にかけて建築されたセルビア正教の教会。1835年建造の古い聖堂のあった土地に建てられた。ペタルとブランコのクルスティッチ兄弟（Petar and Branko Krstić）によってセルボ・ビザンティン建築（Serbo-Byzantine style）のスタイルに従ってデザインされ、グラチャニツァ修道院を思わせるものとなっている。聖堂の南端にはステファン・ウロシュ4世ドゥシャンのサルコファガス（石棺）があり、北端には白い大理石で作られた地下聖堂に総主教ゲルマンが埋葬されている。聖マルコ聖堂には、18世紀・19世紀の多くの貴重なセルビアのイコンが納められている。

## ギャラリー

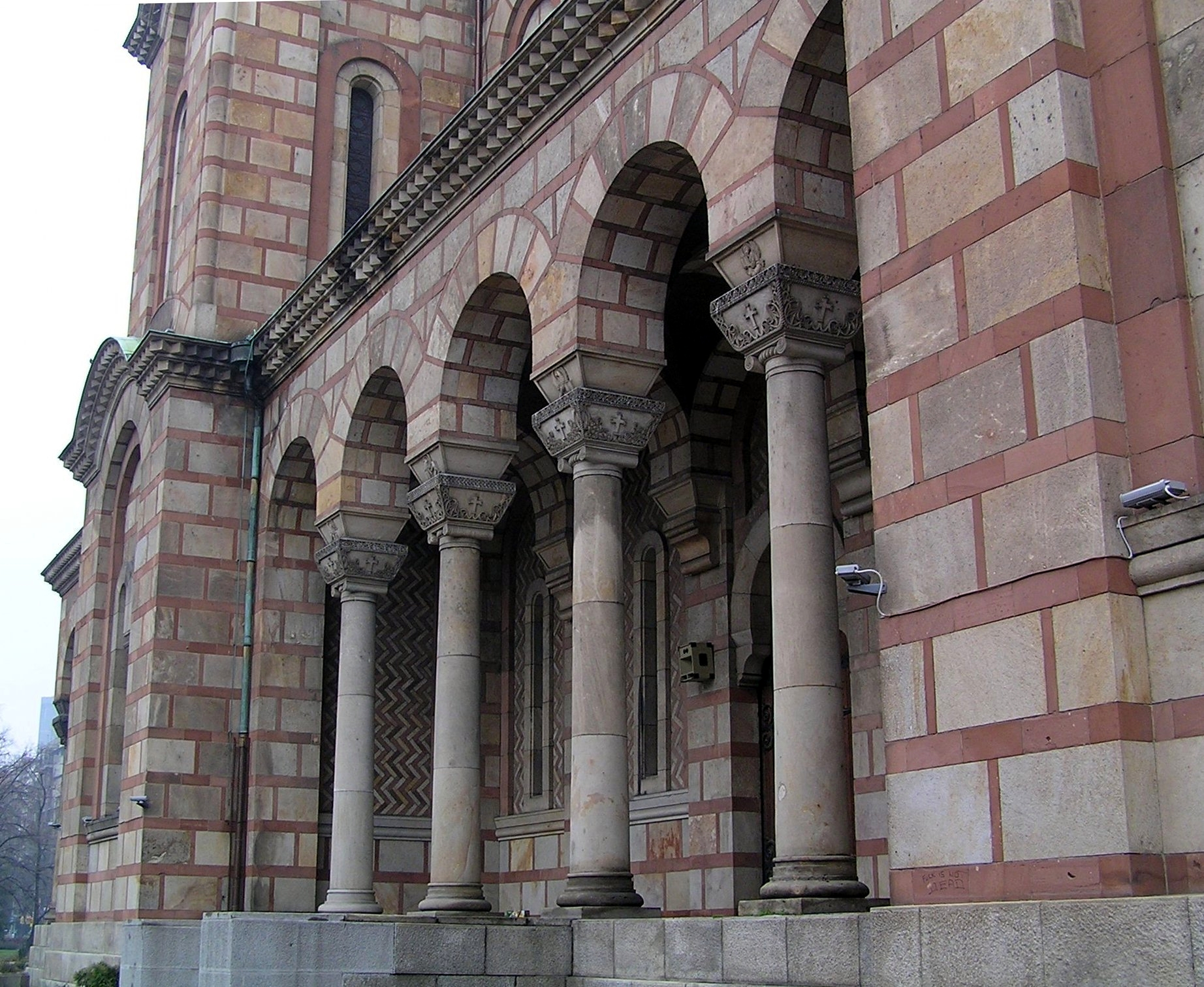
接近して撮影
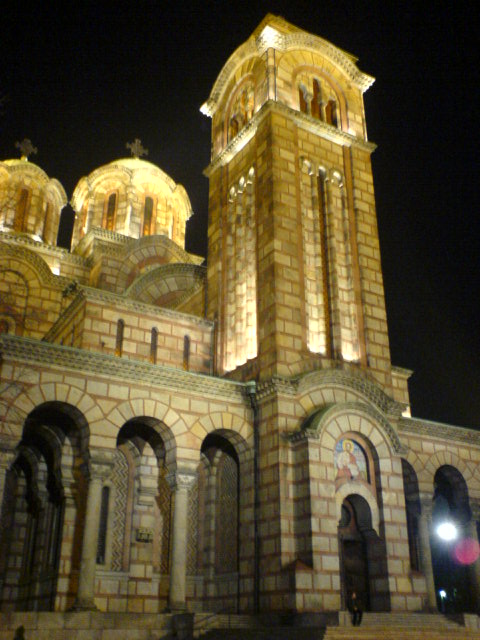
夜のライトアップ
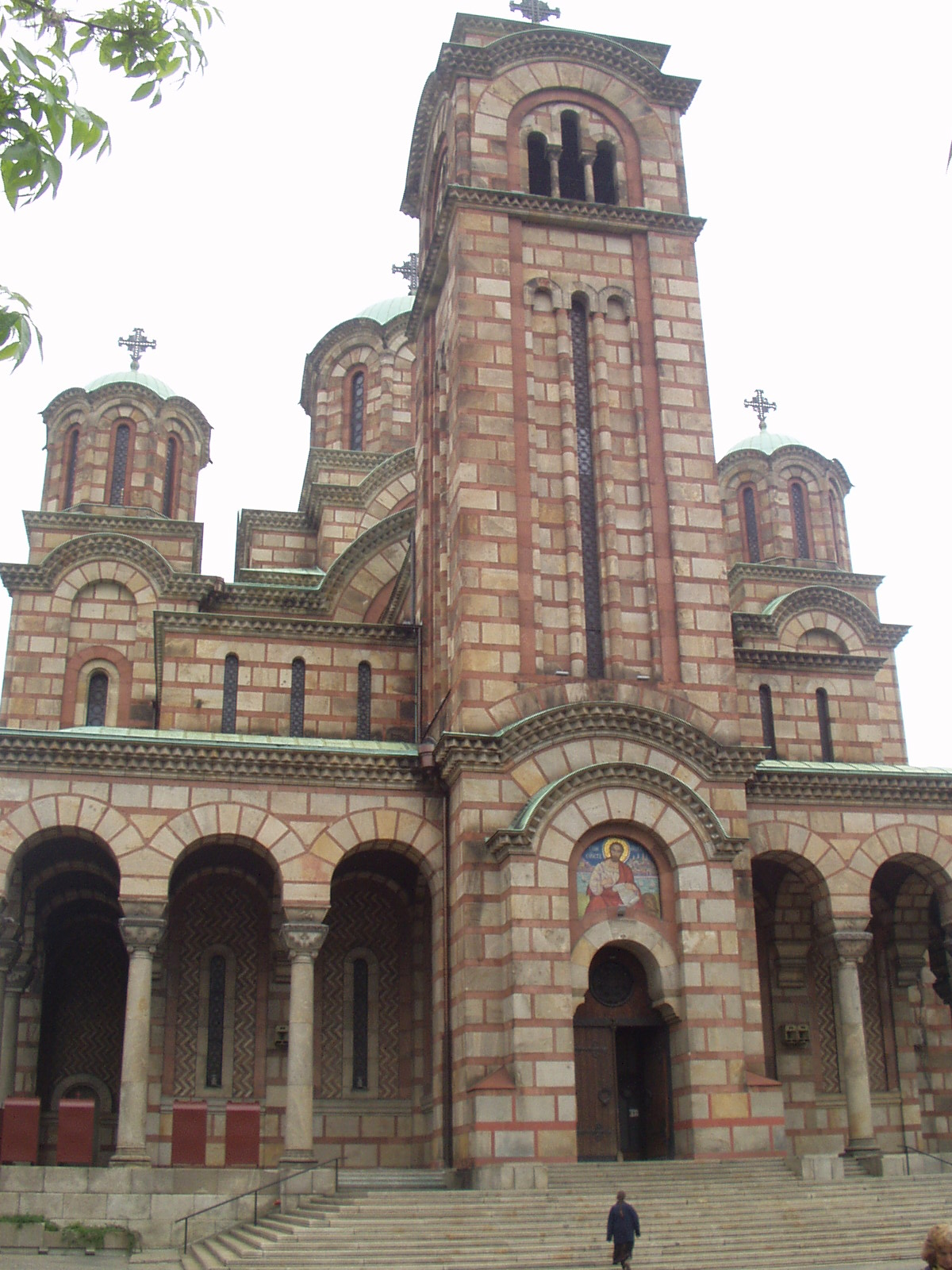
西方より撮影
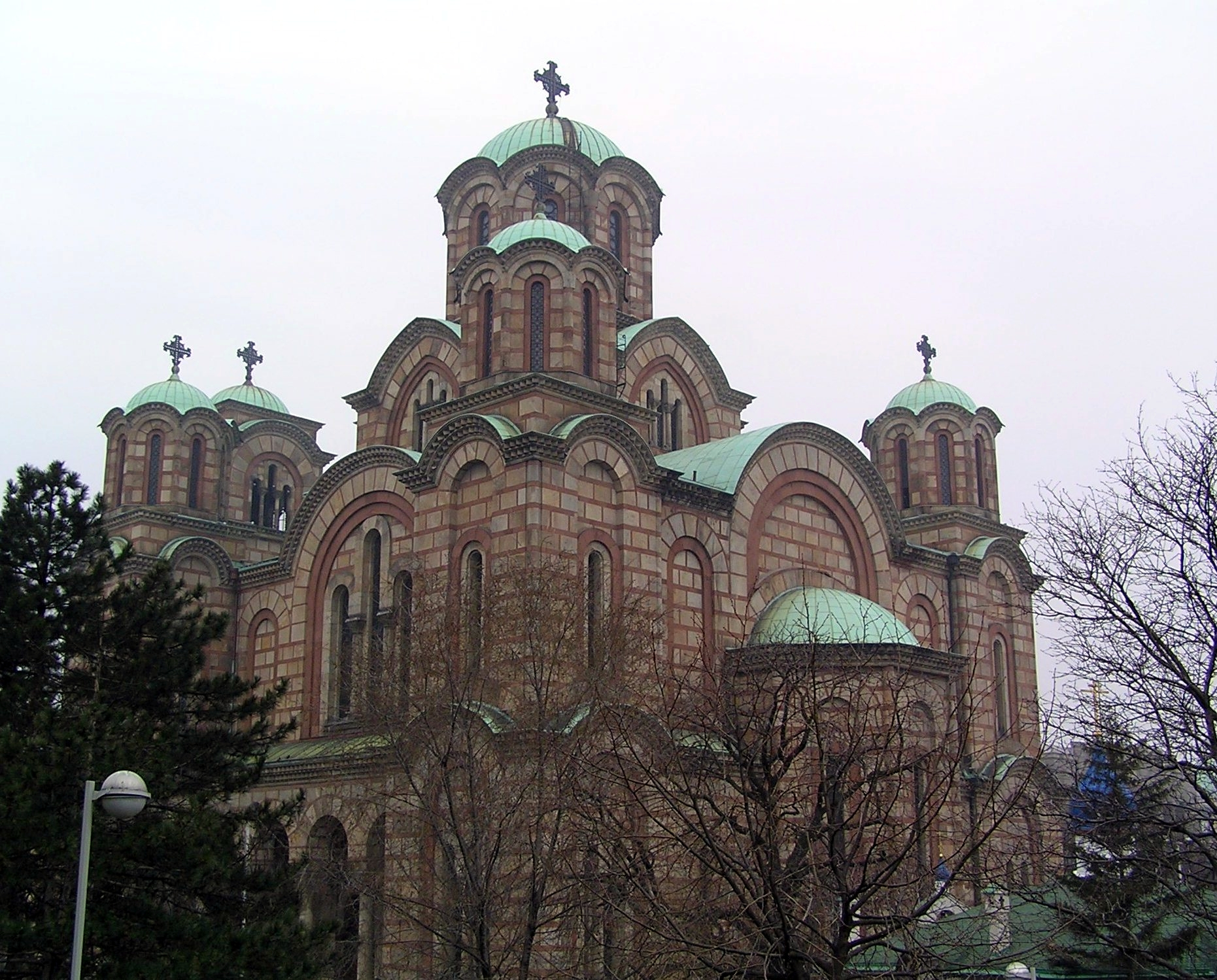
南東方より撮影

## 記事に登場していない埋葬されている人物
- Alexander I of Serbia and Queen Draga
- Draga Mašin